# Julie Helene Bider
Julie Helene 'Leny' Bider (Langenbruck, 8 november 1894 - Zürich, 7 juli 1919) was een Zwitserse actrice.

## Biografie

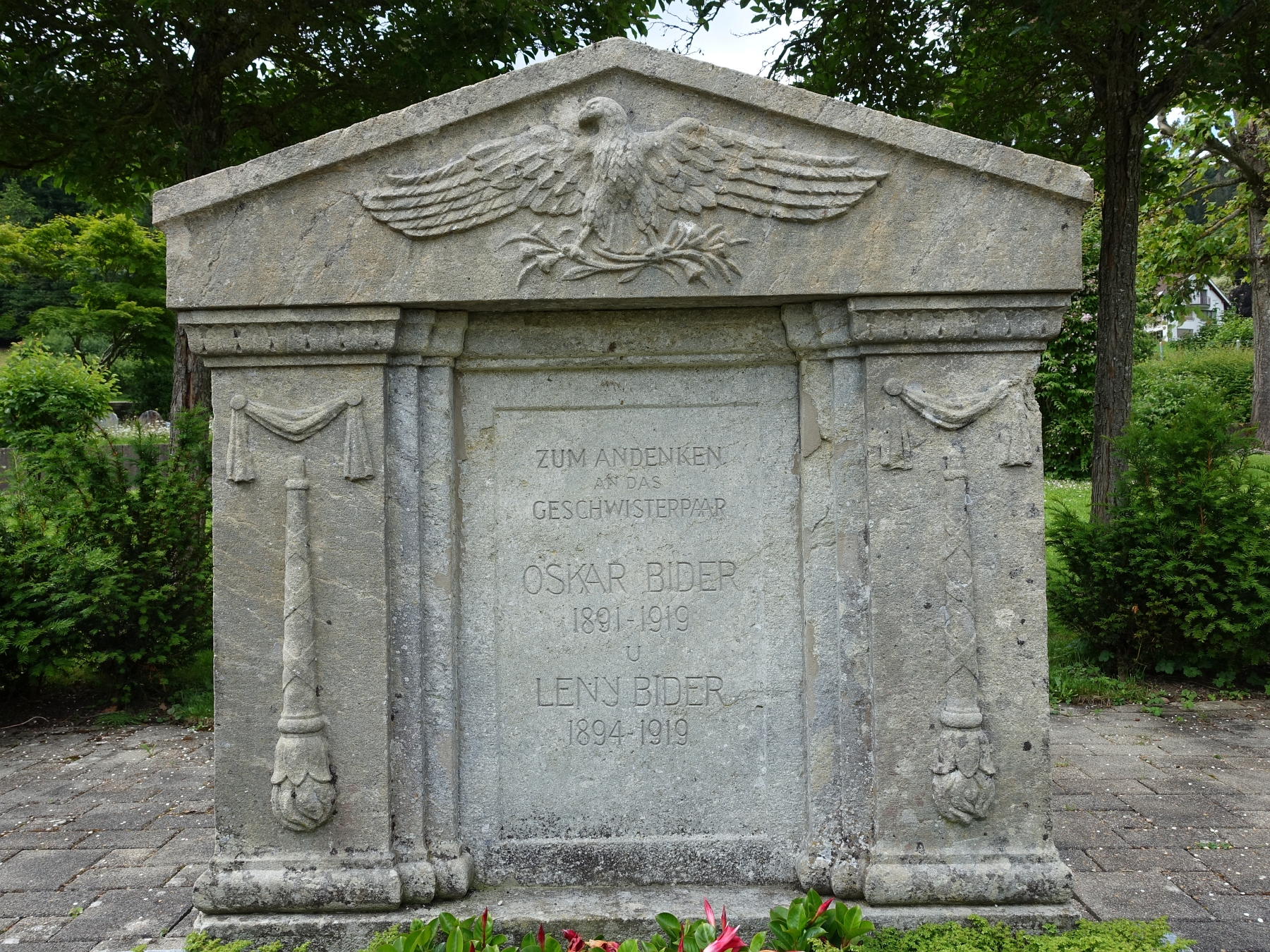
Graf van Oskar Bider in Langenbruck.

Julie Helene Bider verbleef in haar jeugdjaren in een pensionaat in Lausanne, waar bij haar de interesse in de kunsten groeide. Na een verblijf in Engeland vestigde ze zich in Zürich, waar ze een modeatelier oprichtte en haar zelfontworpen kleren en hoeden verkocht.
In 1917 speelde Bider op 23-jarige leeftijd voor het eerst een filmrol in de film Frühlingsmanöver, die controverse uitlokte vanwege diens kritische blik op het Zwitserse leger. Ze werd bekend bij het grote publiek door haar hoofdrol in Der Bergführer in 1918, de eerste grote Zwitserse langspeelfilm. In 1919 kondigde ze haar verloving aan met Ernst Juncker. Twee dagen later echter kwam haar broer, de luchtvaartpionier Oskar Bider, om het leven, waarna ze zich dezelfde dag nog van het leven benam. Broer en zus werden samen begraven in Langenbruck op 10 juli 1919.